# St. Gallen (stacja kolejowa)
St. Gallen – stacja kolejowa w St. Gallen, w kantonie St. Gallen, w Szwajcarii. Jest kluczowym węzłem kolejowym Wschodniej Szwajcarii. Docierają tu pociągi z całego kraju, jak również z Niemiec i Austrii. Dworzec został zbudowany w latach 1853-1856. Stacja obsługuje ponad 300 pociągów pasażerskich i około 33 000 pasażerów dziennie. Znajduje się tu 5 peronów: 3 w ruchu normalnotorowym i 2 w ruchu wąskotorowym.